# Допетровская светская архитектура Москвы
Допетровская светская архитектура Москвы — список сохранившихся жилых и общественных зданий, возведенных в Москве до создания Российской Империи и перенимания западноевропейского образца светской архитектуры. В список включены жилые палаты в составе монастырей. Список построен в алфавитном порядке по наименованию улиц, на которых находятся строения.
По оценке А. В. Можаева, в Москве на конец XVII века имелось не менее 300 каменных домов, что многократно превышает все другие русские города того времени (лишь во Пскове известно более 30 палат, а в других городах — значительно меньше).

## Кремль
- Подклет Благовещенского собора Московского кремля. Использовался как казнохранилище. Верхняя церковь была снесена и заменена новой, подклет остался. Часть «Музеев Московского Кремля».
- Грановитая палата, Кремль (1487—1491). Самое древнее гражданское здание Москвы. Государственный объект.
- Золотая царицына палата, Кремль. Встроена: в настоящее время в составе Большого Кремлёвского дворца является одним из помещений Резиденции президента.
- Потешный дворец, Кремль (частично встроен)
- Теремной дворец, Кремль (застроен)
- Патриарший дворец и церковь Двенадцати апостолов, Кремль. Часть «Музеев Московского Кремля».

- Кладка подклета Благовещенского собора
- Грановитая палата
- Потешный дворец
- Теремной дворец

## Дворцы
- . Усадьба «Коломенское» (XVI—XIX). Музей.
  - Коломенский дворец Алексея Михайловича (реконструкция)
- Государев двор на Серебряном острове (Усадьба Измайлово). Ворота восточные парадные, Ворота западные, башня мостовая. (Баумана им. городок, 3)
- Дворец Петра I на Яузе (Палаты Петра I (дворец Лефорта Ф. Я.- Меньшикова А. Д.), XVII век, нач. XIX века. (Бауманская 2-я ул., 3 сс.1,2,3)

- Дворец в Коломенском
- Измайлово

## Фортификационные сооружения
- Московский Кремль
- Китайгородская стена, 1535—1538 гг. (частично сохранилась и воссоздана)

## Палаты
| Фото | Название                                                                                                  | Адрес                                                                | Период | Совр. состояние |
| ---- | --- | -------------------------------------------------------------------- | --- | --- |
|      | Флигель южный и службы усадьбы Лазаревых-Несвицких                                                        | Армянский пер., 2/6                                                  | XVII век | |
|      | Палаты Милославских — Меллеров (Салтыковых)                                                               | Армянский пер., 2, стр. 2 (северная часть)                           | 1670—1680-е гг. | Встроены. Часть комплекса посольства Армении. |
|      | Палаты Протопоповых (Милославских)                                                                        | Армянский пер., 3/5                                                  | кон. XVII — нач. XVIII веков | Музей «Огни Москвы» |
|      | Главный дом и флигель северный усадьбы Гагариных-Тютчевых                                                 | Армянский пер., 11                                                   | XVI—XVII, XIX век | Обстроен |
|      | Палаты | Архангельский пер., 5                                                | XVII-XVIII века | |
|      | Главный дом и флигель усадьбы Н. Н. Приклонской                                                           | Архангельский пер., 10, стр. 1 и 2                                   | XVII—XIX века | Существующий второй этаж выстроен в 1834 году. |
|      | Усадьба Е. И. Кашкиной — Дурасовых (главный дом)                                                          | Архангельский пер., 12/8                                             | | |
|      | Дом Зиновьевых-Юсуповых                                                                                   | Большой Афанасьевский пер., 24                                       | | Отреставрированы в 2012 году. |
|      | Путевой дворец Василия III                                                                                | Старая Басманная ул., 15                                             | XVI (?), XVIII век | Самое древнее гражданское здание за пределами Земляного города. Послужило основой для возведения усадьбы Голицына, застроено. Находится в частном владении.            |
|      | Усадьба Голицыных на Старой Басманной улице                                                               | Старая Басманная ул., 15, стр. 3, 4, 4-а, 15                         | XVII, XVIII—XIX века | |
|      | Дом купца Мараева                                                                                         | Старая Басманная ул., 18, стр. 2                                     | XVII век, нач. XVIII века | |
|      | Дом И. Л. Чернышёва                                                                                       | Старая Басманная ул., 20, стр. 8                                     | XVII—XVIII века | |
|      | Дом Анны Монс                                                                                             | Бауманская улица, 53, стр. 8 (Старокирочный переулок, 6)             | кон. XVII века, нач. XVIII века | Пример допетровской застройки Немецкой слободы. Находится в пользовании ОАО «Российские космические системы», состояние неудовлетворительное, доступ затруднен.        |
|      | Усадьба Смирновых                                                                                         | Берсеневская набережная, 16                                          | XVII век | |
|      | Палаты Аверкия Кириллова                                                                                  | Берсеневская набережная, 18, стр. 3[уточнить]                        | XVI—XVIII века, 2-я пол. 1860-х (приспособление для размещения Московского археологического общества, находившееся здесь в 1868—1923 годах, архитектор А. П. Попов). | С 1941 года здание занимает Российский институт культурологии. |
|      | Набережные палаты                                                                                         | Берсеневская набережная, 18—22                                       | XVII век, 2-я пол. XIX века | |
|      | Дом с палатами                                                                                            | Бобров переулок, 4                                                   | XVII век | Перестроен |
|      | Палаты Петрово-Соловово                                                                                   | Бобров пер., 6, стр. 1                                               | XVII век | Часть здания Тургеневской библиотеки. |
|      | Палаты Богоявленского монастыря                                                                           | Богоявленский пер., 2                                                | XVII век | |
|      | Палаты Арасланова                                                                                         | Брюсов переулок, 1                                                   | XVII век | Восстановлены реставраторами во времена СССР. |
|      | Усадьба Брюсов                                                                                            | Брюсов переулок, 2                                                   | XVII век | |
|      | Старый английский двор                                                                                    | ул. Варварка, 4.                                                     | кон. XV — нач. XVI веков | Самое древнее гражданское здание за пределами Кремля. Первоначальный облик восстановлен реставраторами во времена СССР. Филиал Музея истории Москвы.                   |
|      | Братский корпус Знаменского монастыря (Старый Государев двор)                                             | ул. Варварка, 8                                                      | XV—XIX века | |
|      | Палаты Романовых                                                                                          | ул. Варварка, 10                                                     | XV—XIX века | «Первоначальный» облик восстановлен в эпоху историзма. Филиал Исторического музея.                                                                                     |
|      | Палаты Сумарокова                                                                                         | Вознесенский пер., 6                                                 | XVII век | |
|      | Палаты Волконских                                                                                         | ул. Волхонка, 8, стр. 8                                              | 1680-е, 1788 | Встроены в существующее здание. Пустуют, находятся в аварийном состоянии.                                                                                              |
|      | Городская усадьба Латышевых (Садовый павильон)                                                            | ул. Воронцово Поле, 6, стр. 3                                        | XVII—XVIII века | |
|      | Красный монетный двор                                                                                     | проезд Воскресенских Ворот, 5/1, стр. 2                              | 1697 | |
|      | Палаты боярина Троекурова                                                                                 | Георгиевский пер., 4, стр. 2                                         | | Отреставрирован с изменениями. |
|      | Дом | Гончарная ул., 2                                                     | XVIII—XIX века, с палатами XVII века | |
|      | Усадьба Клаповских (главный дом)                                                                          | Гончарная ул., 16                                                    | кон. XVIII — нач. XIX веков, с палатами XVII века | |
|      | «Корпус по набережной» с храмом Воскресения Христова                                                      | Госпитальная пл., 1 (3), корп. 2                                     | 1723 | |
|      | Гранатный двор                                                                                            | Гранатный пер., 3/5                                                  | | |
|      | Университетская типография                                                                                | ул. Большая Дмитровка, 34/10, стр. 3 и 4 (см. Страстной бульвар, 10) | 2-я пол. XVII — нач. XIX века | Снесены. На участке выстроены псевдопалаты. |
|      | Палаты Кушашниковых                                                                                       | Донская улица, 33, стр. 1                                            | кон. XVII — нач. XVIII веков, 1920-е. | |
|      | Палаты Сумароковых                                                                                        | ул. Забелина, 3/5                                                    | XVII век | Отреставрированы с нарушениями во 2-й пол. 2000-х годов. |
|      | Палаты боярина И. П. Матюшкина                                                                            | ул. Земляной Вал, 39, стр. 2                                         | 1680-е, XVIII век, 1820-е. | |
|      | Палаты Муханова                                                                                           | Малый Златоустинский пер., 10, стр. 3а                               | XVII век | |
|      | Палаты Лопухиных в усадьбе Лопухиных (главный дом и флигель)                                              | Малый Знаменский пер., 3, стр. 1                                     | кон. XVII века, 1774 | |
|      | Шталмейстерский дом                                                                                       | Малый Знаменский пер., 7/10, стр. 3                                  | кон. XVI—XVII век, 1-я четверть XVIII века, 1780-е, 1885 | Главный дом городской усадьбы. Снесён по проекту архитектора Александра Рыжова под видом реконструкции(сохранился лишь подвал XVII века), на участке построен новодел. |
|      | Палаты Новгородского подворья                                                                             | ул. Ильинка, 3                                                       | XVI, XVII века | |
|      | Палаты Симона Ушакова                                                                                     | Ипатьевский пер., 12, стр. 1 и 2                                     | 1650—1670-е, 1-я треть XIX века | Усадьба с флигелем. |
|      | Палаты Боровского подворья                                                                                | Ипатьевский пер., 12, стр. 3                                         | 1650—1670-е, 1-я треть XIX века, перенесены на это место в 1960-х | После передвижки не реставрировались. Недоступны для осмотра. |
|      | Палаты (Съезжая изба)                                                                                     | Кадашёвская наб., 32, стр. 7                                         | | Адрес недоступен. |
|      | Палаты | 1-й Кадашёвский пер., 7/9, стр. 1                                    | кон. XVII — нач. XVIII веков | |
|      | Палаты усадьбы Н. Г. Григорьева                                                                           | 1-й Кадашёвский пер., 10, стр. 2                                     | XVII век | |
|      | Жилой дом с лавками усадьбы Н. Г. Григорьева                                                              | 1-й Кадашёвский пер., 10, стр. 3                                     | XVII век, 2-я пол. XVIII, 2-я пол. XIX — начало XX веков | |
|      | Жилой дом с палатами XVII века                                                                            | 2-й Кадашёвский пер., 3                                              | XVII век | |
|      | Палаты | 2-й Кадашёвский пер., 4                                              | нач. XVIII века | |
|      | Главный дом слободской усадьбы                                                                            | 2-й Кадашёвский пер., 14                                             | XVII век | Здание со сводчатыми помещениями и следами первоначального декора. |
|      | Усадьба Котельниковых (главный дом)                                                                       | Кожевническая ул., 11                                                | XVII век, 1832 | |
|      | Палаты Кожевенной слободы                                                                                 | Кожевническая ул., 19, стр. 6                                        | XVII, XIX века | |
|      | Палаты | Кожевническая ул., 20                                                | XVII, XVIII века | |
|      | Палаты | Кожевническая ул., 21                                                | XVII, XVIII века | |
|      | Палаты Ратманова (Волковых-Юсуповых)[уточнить]                                                            | Большой Козловский пер., 13/17 — Большой Харитоньевский пер., 17     | кон. XVII — нач. XVIII веков | |
|      | Городская усадьба А. И. Онучина — Д. Е. Тверитинова — Г. А. Тембоза                                       | Колпачный пер., 3, стр. 2                                            | кон. XVII в. — XIX в.: Главный дом с палатами, кон. XVII в., 1730-е гг., 1764 г., XIX в.                                                                             | Объект культурного наследия регионального значения |
|      | Палаты Долгоруковых (главный дом)                                                                         | Колпачный пер., 6, стр. 2                                            | кон. XVI века — XVII век, 1730—1740, 1764 | |
|      | Палаты Мазепы (Палаты в Хохловке)                                                                         | Колпачный пер., 10                                                   | кон. XVI века, 1670-е. | · Здание в частном владении. |
|      | Жилой дом с палатами XVII века                                                                            | Колпачный пер., 14                                                   | XVII век | |
|      | Жилой дом с палатами Ф. Н. Коробейникова — Ушаковых и залом правления Товарищества мануфактур И. Бутикова | Коробейников пер., 1/2 (Хилков пер. 2/1), стр. 4                     | кон. XVII века, XVIII век, 1-я треть XIX века, 1860-е, 1882, архитектор П. П. Ершов.                                                                                 | · По состоянию на 2016 год дом заперт, пустует, работы не ведутся, сохраняются ли подлинные интерьеры — неизвестно                                                     |
|      | Главный дом усадьбы Щукина В. П. с палатами XVII века                                                     | Котельнический 1-й пер., 3                                           | XVII, кон. XVIII—XIX века | |
|      | Усадьба Ласунских-Веневитиновых (главный дом)                                                             | Кривоколенный пер., 4                                                | XVII—XIX века | |
|      | Палаты Ладо                                                                                               | Кривоколенный пер., 9 стр. 2                                         | XVII—XIX века | |
|      | Палаты Голицыных                                                                                          | Кривоколенный пер., 10, стр. 1                                       | | Самое древнее из ныне жилых зданий. |
|      | Палаты Крутицкого подворья (митрополичьи, казенного приказа, Теремок и Святые ворота)                     | Крутицкий 1-й пер., 14                                               | XVII век | Восстановлены советским реставраторами. Переданы РПЦ. |
|      | Палаты Тверского подворья                                                                                 | Кузнецкий Мост ул., 17, стр. 4                                       | кон. XVII века, XVIII век, 1835, конец 1880-х | |
|      | Дом Гусятниковых                                                                                          | Лаврушинский пер., 4, стр. 4                                         | XVII—XVIII века, 1822 | |
|      | Палаты Баканиных                                                                                          | Лаврушинский пер., 6                                                 | конец XVII века | |
|      | Дом П. С. Хлопова                                                                                         | Леонтьевский пер., 6                                                 | XVII век, 1777, нач. XIX века | |
|      | Палаты Хованских                                                                                          | Большая Лубянка ул., 7                                               | конец XVII века | Застроены |
|      | Усадьба Прозоровской А. М. — Растопчина В. Ф.-Главный дом (палаты Пожарского)                             | Большая Лубянка ул., 14                                              | кон. XVII века, 2-я пол. XVIII века, 1881, 1890—1900-е. | Палаты пустуют, декор фасада осыпался, началось обрушение перекрытий, а с ними и внутреннего убранства XIX века                                                        |
|      | Подворье Макарьевского Желтоводского монастыря (Палаты Хованских-2 (?)                                    | Большая Лубянка ул., 16 стр. 3 (во дворе).                           | XVII век | Адрес недоступен. |
|      | Палаты хамовного двора                                                                                    | ул. Льва Толстого, 10                                                | конец XVII века | |
|      | Малороссийское подворье (Палаты Нарышкиных-Рагузинских)                                                   | Маросейка, 11                                                        | | По состоянию на 2017 год, противоаварийные и реставрационные работы не начаты                                                                                          |
|      | Палаты в Мещанской слободе                                                                                | Проспект Мира, 3                                                     | | В 2001 году ветхие палаты снесены, сохранился только цокольный этаж, на котором должен быть выстроен офисный комплекс с элементами «палат».                            |
|      | Палаты Исаевых                                                                                            | Проспект Мира, 12, стр. 2 и 9                                        | кон. XVII — нач. XIX веков | |
|      | Дом | Проспект Мира, 14 стр. 10                                            | XVII — кон. XVIII веков | |
|      | Московский Университет. Здания на Моховой                                                                 | Моховая ул., 9—11                                                    | XVI — нач. XX века | |
|      | Ректорский домик (Палаты Волконских (?)                                                                   | Моховая ул., 11 стр. 6 (Тверская, 5а)                                | XVII — XIX века | Снесён? Заново отстроен? |
|      | Усадьба Салтыковых-Чертковых (главный дом)                                                                | Мясницкая ул., 7/3/1, стр. 2                                         | кон. XVII — нач. XVIII вв., 1750—1790, 1834—1844, 1859—1870-е, нач. XX века                                                                                          | |
|      | Усадьба Докучаевых — Солдатенкова К. Т. (главный дом)                                                     | Мясницкая ул., 33 (37)                                               | XVII—XX века | |
|      | Старый московский почтамт                                                                                 | Мясницкая ул., 40                                                    | XVII, XIX века | Жилой дом |
|      | Палаты Нарышкиных (усадьба Льва Кирилловича Нарышкина)                                                    | Мясницкая ул., 46, стр. 7.                                           | нач. XVIII века | |
|      | Жилой дом (палаты Арасланова — Сонцовых-Засекиных)                                                        | Большая Никитская ул., 16/1 (см. Брюсов пер., 1)                     | кон. XVII—XIX века | |
|      | |                                                                      | | |
|      | |                                                                      | | |
|      | Палаты | Средний Овчинниковский пер., 10                                      | | |
|      | Палаты Титова в Кадашевской слободе                                                                       | Ордынский тупик, 5 (во дворе Лаврушинский пер., 17)                  | | Восстановлено советскими реставраторами. |
|      | Красные Палаты                                                                                            | Остоженка, 2                                                         | | |
|      | «Палаты Киреевского»                                                                                      | Остоженка, 19, стр. 2                                                | жилой дом XVII—XIX веков | · Снесён в 2014 году во время работ по реставрации фасадов, проводимых Зачатьевским монастырём, на месте палат начато новое строительство                              |
|      | Палаты Шуйских                                                                                            | Подкопаевский пер., 5                                                | | |
|      | Палаты Гурьевых                                                                                           | Потаповский пер., 6                                                  | | Сгорел в 2009 году. Современное состояние — ? |
|      | Белые палаты на Пречистенке                                                                               | Пречистенка, 1                                                       | | Выставочный зал ЦКДС «Белые палаты на Пречистенке» |
|      | Палаты | Пречистенка, 12, стр. 9 (см. Чертольский пер., 3)                    | XVII век | |
|      | Палаты гостей Сверчковых                                                                                  | Сверчков пер., 8, корп. 3                                            | | Восстановлены советскими реставраторами. Российский государственный дом народного творчества.                                                                          |
|      | Палаты Левашовых                                                                                          | Староваганьковский пер., 15                                          | XVII—XVIII века | Отреставрированы |
|      | Аптекарская палата                                                                                        | Староваганьковский пер., 23-25                                       | | Часть музея архитектуры им. Щусева. Восстановлен советскими реставраторами                                                                                             |
|      | Палаты с сенями                                                                                           | Старосадский пер., 3, стр. 3                                         | XVII—XVIII века | памятник архитектуры (региональный) |
|      | Жилой дом с палатами XVII века                                                                            | Старосадский пер., 8, стр. 1                                         | XVII век | · Встроены в здание XIX века |
|      | Палаты в Шубине                                                                                           | Тверская ул.                                                         | | Встроены |
|      | Палаты Волковых-Юсуповых                                                                                  | Большой Харитоньевский пер., 21                                      | конец XVII в | |
|      | Палаты Украинцева                                                                                         | Хохловский пер., 7                                                   | | |
|      | Палаты | Черниговский пер.                                                    | | |
|      | Палаты Салтыковых (?)                                                                                     | Чертольский пер., 3                                                  | XVII век | Выставочный зал Музея А. С. Пушкина. Возможно, принадлежали церкви Спаса на Божедомке. В 1920-е годы здесь жил В. В. Згура и проходили заседания ОИРУ.                 |
|      | |                                                                      | | |
|      | |                                                                      | | |
|      | |                                                                      | | |

## Палаты церковного значения
- Большая трапезная палата Андроникова монастыря (1504—1506 гг.). Построена по указанию великого князя Ивана III. На первом этаже располагались хозяйственные службы монастыря, на втором находилось одностолпный зал трапезной, устроенной по образцу Грановитой палаты. В конце XVII века к трапезной палате была пристроена церковь Архангела Михаила, объединённая с ней общим карнизом (Андроньевская площадь, 10)
- Братские кельи Высоко-Петровского монастыря (Нарышкинские палаты) (Петровка, 28)
- Келейный корпус Никитского монастыря (XVII—XVIII века) — единственное строение, сохранившееся от женского монастыря, основанного в XVI веке боярином Н. Р. Захарьиным-Юрьевым (Большой Кисловский переулок, 10).
- Подворье Успенского монастыря Александровой слободы и Флорищевой пустыни (Староваганьковский переулок, 23)

- Трапезная палата Андроникова монастыря (вид со стороны реки Яузы)
- Высоко-Петровский монастырь
- Успенский монастырь